# Búgula
La búgula o consolda (Ajuga reptans) és, com l'epítet del seu nom científic indica, una planta reptant o prostrada, pertany a la família de les lamiàcies i és una planta medicinal i ornamental. Es considera planta invasora en algunes parts d'Amèrica.
Addicionalment pot rebre els noms de consolda mitjana, esquiva, herba de Sant Llorenç i iva.

## Descripció
Hemicriptòfit perenne proveït d'un rizoma del qual ixen llargs estolons i d'aquestes tiges de 10-40 cm, erectes, pubescents en cares oposades que alternen en cada entrenús i a vegades amb la base glabra. Les fulles basals formen un roseta, de 25-90 x 10-40 mm, ovades, senceres o crenades i peciolades. Les flors es disposen en verticil·lastres densos, normalment de 6 flors, amb bràctees ovades, blaves, sent les superiors més curtes que les flors. El calze, de 4-6 mm, està format per 5 sèpals soldats formant un tub més o menys regular que s'obri per 5 dents tan llargues com el tub. La corol·la, blavosa, més rarament blanca o rosa, de 14-17 mm, té un tub més llarg que el calze, amb un anell de pèls a l'interior, que s'obri a l'exterior per dos llavis: el superior, bastant curt i sencer, i l'inferior, trilobulat. L'androceu està format per 4 estams exserts de filaments pilosos i el gineceu per un ovari dividit en 4 parts, del centre del qual ix l'estil. El fruit està format per 4 núcules reticulades. Floreix d'abril a juliol.

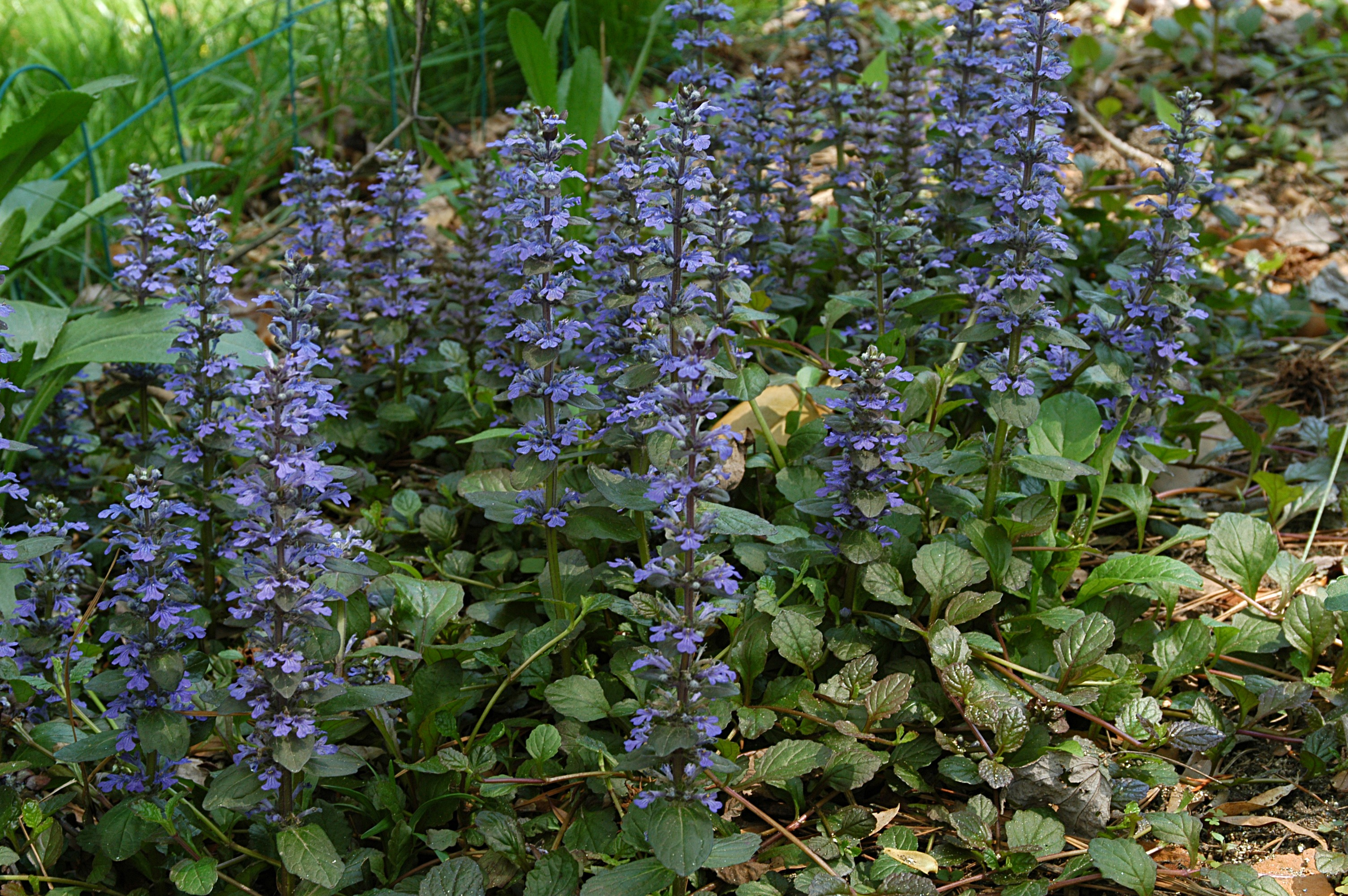

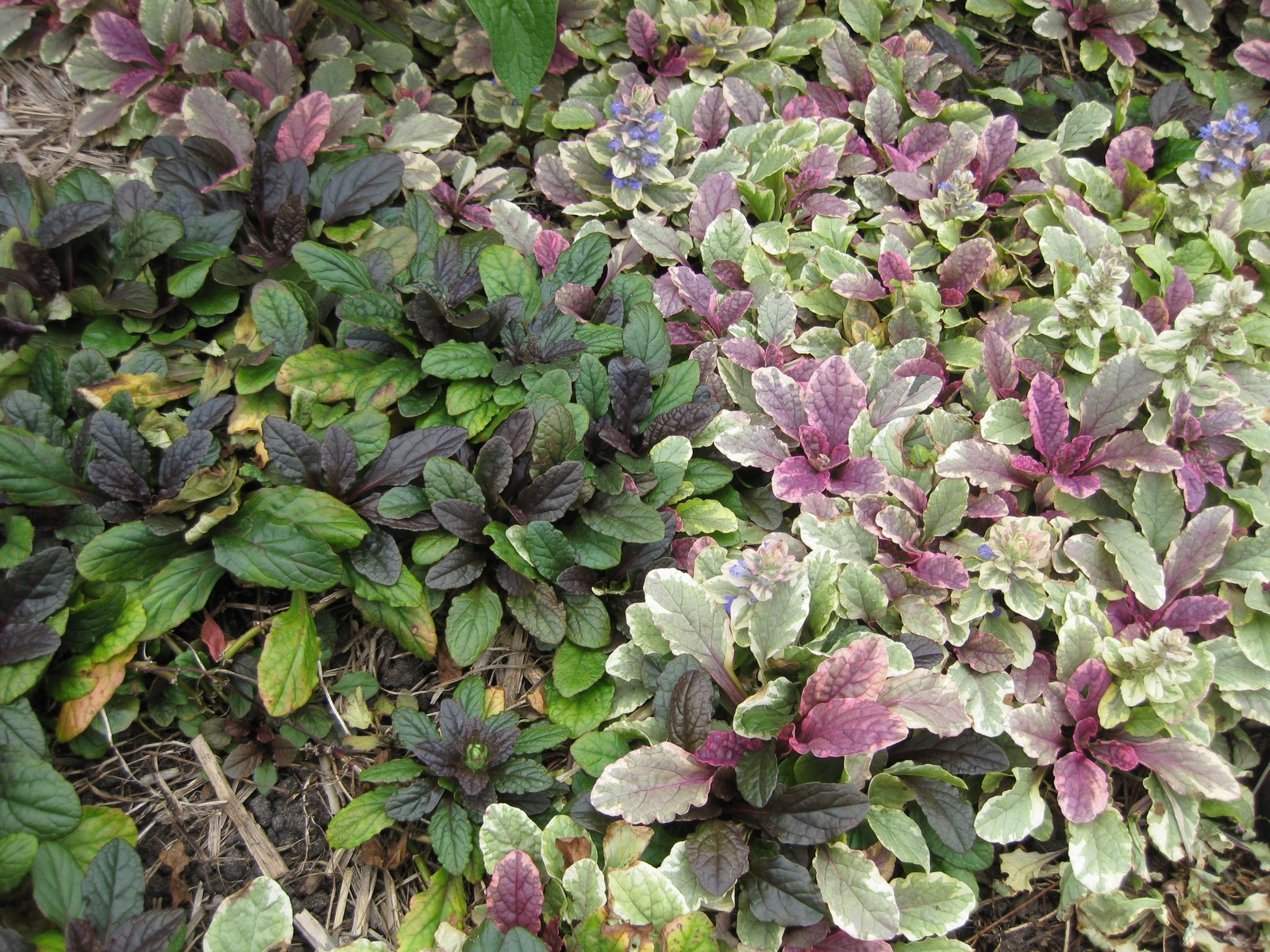
A. reptans, var 'Burgundy Lace' a la dreta.

## Hàbitat i distribució
Habita avetoses, fagedes i rouredes de roure pènol (Quercus robur). Llocs herbosos humits i ombrívols, normalment sota boscos caducifolis humits (rouredes o fagedes) o a les seues comunitats de degradació. Prefereix sòls àcids, encara que suporta els bàsics i fins i tot una mica de salinitat, però sempre moderadament pobres o lleugerament rics.
Presenta una distribució eurosiberiana. Als Països Catalans es troba als Pirineus i la part nord de les Serralades Catalanes.

## Biologia
Pot veure's afectada pels fongs Erysiphe biocellata (un tipus de cendrosa) i Ramularia ajugae (produeix taques necròtiques).

## Usos

### Medicinal
La búgula com a planta medicinal té una llarga història encara que no gaire detallada. Se sap que aquesta planta s'emprava en la medicina tradicional austríaca cap al segle xvii. Estudis recents han provat que té efectes antiinflamatoris i astringents. Popularment s'usa per a tractament de lesions en la pell, on promou la curació, redueix la inflamació i ajuda a una correcta cicatrització. També es preparen infusions i tisanes per a tractar les angines o altres inflamacions, a més de contrarestar els dolors causats pel reumatisme.

### Jardineria
Són útils plantats sota arbustos caducs i en associació amb plantes de fullatge platejat o daurat. Molt indicada com a entapissant i per a rocalles i cossiols. Existeixen diversos cultivars, incloent els de floració blanca i rosa, diferents del tipus bàsic de flors blaves.